# John Alderete
Juan Alderete de la Peña (Los Ángeles, California; 5 de septiembre de 1963), más conocido como John Alderete, es un músico estadounidense de ascendencia mexicana, conocido por haber sido el bajista de las agrupaciones Racer X, The Scream y The Mars Volta. Además ha realizado colaboraciones con bandas y artistas como Zavalaz, Omar Rodriguez Lopez Group, Vato Negro, Deltron 3030, Lil Peep y Marilyn Manson.
El 1 de mayo de 2007, Alderete anunció que había sido diagnosticado con policitemia vera, una rara enfermedad sanguínea. Sin embargo, también mencionó que se siente bien, que no experimentará efectos secundarios del medicamento y que continuará tocando música.
El 13 de enero de 2020, Alderete sufrió un accidente de bicicleta que lo dejó en coma por casi 4 semanas, pese a haber usado equipamiento de protección. Al 25 de marzo de ese año, había recobrado la conciencia y ahora se encuentra en rehabilitación. Su esposa, Anne, ha estado subiendo actualizaciones sobre su estado de salud en las redes sociales.

## Discografía parcial

### Racer X
- Street Lethal (1986)
- Second Heat (1988)
- Extreme Volume Live (1988)
- Extreme Volume II Live (1992)
- Technical Difficulties (2000)
- Superheroes (2000)
- Snowball of Doom (2002)
- Getting Heavier (2002)
- Snowball of Doom 2 (2002)

### The Mars Volta
- Live (2003)
- Frances the Mute (2005)
- Scabdates (2005)
- Amputechture (2006)
- The Bedlam in Goliath (2008)
- Octahedron (2009)
- Noctourniquet (2012)